# Gentile da Montefiore
Gentile da Montefiore vagy Gentilis de Monteflorum (Montefiore dell’Aso, 1240 – Lucca, 1312. október 27.) ferences szerzetes, bíboros, V. Kelemen pápa Magyarországra küldött követe. Magyarországi feladata kettős volt. Helyre kellett állítania az egyházi fegyelmet, valamint erősítenie kellett Károly Róbert helyzetét. Ez utóbbi érdekében 1308 novemberében személyesen tárgyalt Csák Mátéval, az ekkor kötött megegyezésük azonban nem bizonyult tartósnak.
Jelentős szerepet játszott Károly Róbert második és harmadik koronázásának előkészítésében, lebonyolításában. Több egyházi zsinatot tartott, jelentős igazságszolgáltató tevékenységet fejtett ki Magyarországon. 1311 szeptemberében távozott az országból, miután az egyházból kiközösítette Csák Mátét. 1312-ben halt meg, Assisiben, a saját kápolnájában temették el.